# Allt eller inget
Allt eller inget (originaltitel: The Full Monty) är en brittisk komedifilm från 1997, i regi av Peter Cattaneo.
1999 placerade British Film Institute filmen på 25:e plats på sin lista över de 100 bästa brittiska filmerna genom tiderna.

## Handling
Stålindustrin tvingas säga upp många av sina arbetare, som fruktlöst försöker finna någon annan sysselsättning. Särskilt viktigt är det för Gaz, spelad av Robert Carlyle, som inte vill förlora vårdnaden om sin son. Han får idén att sätta ihop en strippshow tillsammans med några andra arbetssökande, trots att de allihop saknar i stort sett allt som borde krävas, utom möjligen charm.

## Om filmen
Filmen kom att bli en av de mest framgångsrika brittiska filmerna genom tiderna och har även gjort om till Broadwaymusikal. I Sverige har musikalen spelats på Stockholms Stadsteater, Göteborgs Stadsteater, Malmö Musikteater, Länsteatern på Gotland samt under hösten 2012 på Hässleholm Kulturhus. Under hösten 2015 och våren 2016 sattes musikalen upp på Teater Storan i Falkenberg.

## Rollista i urval
- Robert Carlyle – Gaz
- Mark Addy – Dave
- Steve Huison – Lomper
- Tom Wilkinson – Gerald
- Paul Barber – Horse
- Hugo Speer – Guy
- William Snape – Nathan
- Lesley Sharp – Jean
- Emily Woof – Mandy
- Deirdre Costello – Linda
- Paul Butterworth – Barry
- Dave Hill – Alan
- Bruce Jones – Reg
- Andrew Livingston – Terry
- Vinny Dhillon – Sharon

## Filmmusik
- 1 - The Zodiac
- 2 - You Sexy Thing - Hot Chocolate
- 3 - You Can Leave Your Hat On - Tom Jones
- 4 - Moving on Up - M People
- 5 - Make Me Smile (Come up and See Me) - Steve Harley & Cockney Rebel
- 6 - The Full Monty
- 7 - The Lunchbox Has Landed
- 8 - Land of 1000 Dances - Wilson Pickett
- 9 - Rock & Roll - Gary Glitter
- 10 - Hot Stuff - Donna Summer
- 11 - We Are Family - Sister Sledge
- 12 - Flashdance...What a Feeling - Irene Cara
- 13 - The Stripper - Joe Loss